# Wilson Heredia
Wilson Heredia (nacido el 30 de marzo de 1972 en La Romana) es un ex lanzador dominicano que jugó en las Grandes Ligas de Béisbol durante dos temporadas con los  Rangers de Texas.

## Carrera
Heredia fue firmado por los Rangers como amateur antes de la temporada de 1990. Hizo su debut en la temporada de 1995, apareciendo en seis partidos antes de ser enviado de regreso a las ligas menores. Más tarde esa temporada, él y Scott Podsednik fueron los "jugadores a ser nombrado más tarde" que los Rangers canjearon con los Marlins de Florida a cambio de Bobby Witt. Heredia pasó el resto de la temporada de 1995 con el equipo Doble-A Portland Sea Dogs.
Después de la temporada de 1996, los Rangers reclamaron a Heredia en la lista de waivers de los Marlins. Pasó la mayor parte de la temporada de 1997 con el equipo Doble-A Oklahoma City 89ers antes de ser llamado de nuevo a las mayores en el mes de agosto. Heredia apareció en 10 juegos con los Rangers esa temporada, su último partido de Grandes Ligas fue el 20 de septiembre de 1997 contra los Angelinos de Anaheim. Los Rangers le concedieron la agencia libre después de la temporada.
Heredia pasó 1998 en el sistema de ligas menores de los Yankees de Nueva York y el 2000 jugando para el equipo independiente Newark Bears antes de abandonar el béisbol profesional de Estados Unidos a los 28 años de edad.
También ha jugado en México con relativo éxito; y en la Liga Dominicana para los Toros del Este.